# Vertrag von Saint-Germain-en-Laye (1632)
Im Vertrag von Saint-Germain-en-Laye (1632), benannt nach dem Ort der Unterzeichnung, dem Schloss Saint-Germain-en-Laye, wurde am 29. März 1632 die Rückgabe Neufrankreichs (Québec) von England an Frankreich vereinbart. Pater Paul Le Jeune stellte fest, dass der Zustand der Kolonie armselig sei. Zurückgegeben wurde außerdem Akadien, in das die Engländer 1622 eingedrungen waren. Sie bezeichneten das Gebiet als „Nova Scotia“.
Die Engländer hatten sich zwischen 1629 und 1632 das Gebiet um Québec angeeignet. Am 19. Juli 1629 war einer englischen Flotte unter dem Abenteurer David Kirke die Eroberung der Stadt Québec gelungen. Kommandeur Samuel de Champlain war zur Unterzeichnung der Kapitulation gezwungen und dann nach London gebracht worden.